# Зацарное

Зацарное (укр. Зацарне) — село,
Токаревский сельский совет,
Сумский район,
Сумская область,
Украина.
Код КОАТУУ — 5924788302. Население по переписи 2001 года составляло 5 человек.

## Географическое положение
Село Зацарное находится у истоков реки Бездрик,
ниже по течению на расстоянии в 0,5 км расположено село Червоная Диброва.
Село окружено большим лесным массивом (дуб).